# Giulio Cesare (Schiff, 1951)
Die Giulio Cesare war ein 1951 in Dienst gestelltes Passagierschiff der italienischen Italia Società di Navigazione (Italian Line). Die Giulio Cesare und ihr Schwesterschiff Augustus waren die ersten italienischen Passagierschiffe der Nachkriegszeit und galten bei Indienststellung mit ihrem neuartigen Design als revolutionär und modern.
Die Giulio Cesare und die Augustus wurden für den Dienst von Genua nach Südamerika gebaut. Die baugleichen Schiffe waren äußerst erfolgreich und wurden bereits kurze Zeit später durch die noch größeren Schwesterschiffe Andrea Doria und Cristoforo Colombo ergänzt, die ein ähnliches Design hatten.
Die Giulio Cesare blieb bis zu einem Ruderschaden im Januar 1973 im Dienst und wurde 1974 als erstes italienisches Passagierschiff der Nachkriegszeit verschrottet.

## Bau und Konstruktion
Die Italian Line hatte im Krieg fast alle größeren Passagierschiffe verloren und bestellte daher 1949 zwei vom Staat finanzierte baugleiche Schwesterschiffe, die zu den modernsten und komfortabelsten der Welt gehören sollten. Die neuen Schiffe wurden bei Cantieri Riuniti dell’Adriatico in Triest bestellt und sollten ein neuartiges Design besitzen. Die Maschinenanlage beider Schiffe wurde von Societa Anonima Fiat in Turin gebaut.
Am 18. Mai 1950 wurde das erste der beiden Schiffe, die Giulio Cesare (unter der Werftnummer 1756) vom Stapel gelassen. Taufpatin war Donna Ida Einaudi, die Gattin des damaligen italienischen Staatspräsidenten Luigi Einaudi. Benannt wurde das Schiff nach dem römischen Staatsmann und Feldherren Gaius Iulius Caesar. Die Giulio Cesare wurde im September 1951 fertiggestellt.
Sie galt mit einer Geschwindigkeit von 23,3 Knoten als schnellstes Passagierschiff auf ihrer Route. Jedoch hatte die starke Maschinenanlage den Nachteil, dass das Schiff bei voller Fahrt stark vibrierte.

## Dienstzeit
Die Giulio Cesare brach am 17. Oktober 1951 zu ihrer Jungfernfahrt von Genua über Neapel, Tunis, Algier, Barcelona und Palma de Mallorca zurück nach Genua auf und absolvierte diese ohne Zwischenfälle. Anschließend verkehrte sie ab dem 27. Oktober 1951 auf der Strecke von Genua nach Montevideo. Die Giulio Cesare galt zusammen mit ihrem Schwesterschiff als modernstes und luxuriösestes Passagierschiff seiner Zeit und wurde von der Presse als Stolz der italienischen Handelsflotte bezeichnet.
Im Januar 1953 wurde das Schiff für eine fünftägige Kreuzfahrt nach Israel eingesetzt und wechselte anschließend wieder auf seine alte Linie nach Südamerika. Das Schiff blieb bis zum Juni 1956 auf dieser Route. Anschließend wechselte es auf die Strecke von Genua über Cannes und Neapel nach New York, um die im Mai 1956 nach einer Kollision gesunkene Andrea Doria zu ersetzen.
Ende November 1958 saß die Giulio Cesare wegen eines Streiks der Hafenarbeiter für mehrere Tage im Hafen von Genua fest. Dies widerfuhr ihr im Juli 1959 im Hafen von New York.
Nach 32 Atlantiküberquerungen wechselte die Giulio Cesare 1960 wieder auf ihre alte Route von Italien nach Südamerika. 1961 wechselte das Schiff den Zielhafen von Montevideo nach La Plata.
1964 wurde das Schiff modernisiert und bekam unter anderem ein neues Kino. Außerdem wurden die Passagiereinrichtungen erneuert und die Aufteilung der Klassen verändert. Anschließend kehrte die Giulio Cesare für weitere neun Jahre in den Dienst auf der alten Strecke nach Montevideo zurück.
Am 9. März 1965 wurde die Giulio Cesare während eines Wendemanövers im Hafen von Montevideo durch eine starke Windböe gegen den griechischen Frachter Samareitis getrieben und leicht beschädigt. Ab 1968 wechselte der Start- und Zielhafen des Schiffes nach Neapel.

## Ausmusterung
Am 14. Januar 1973 befand sich die Giulio Cesare am Beginn einer weiteren Atlantiküberquerung, als die Ruderanlage des Schiffes versagte. Die Giulio Cesare musste ihre Fahrt unterbrechen und zurück in den Hafen von Neapel geschleppt werden. Untersuchungen am Schiff ergaben, dass die Ruderanlage ausgetauscht werden musste. Dies war jedoch sehr teuer, weshalb die Italian Line entschied, das 22 Jahre alte Schiff auszumustern.
Am 20. April 1973 wurde das einstige Flaggschiff der Italian Line an die Terrestre Marittima Schiffswerft in La Spezia zum Verschrotten verkauft. Nachdem sie am 7. Mai 1973 den Hafen mit Schlepperhilfe verlassen hatte, wurde die Giulio Cesare am 11. Mai 1973 vom Schlepper Ariel zur Werft nach La Spezia geschleppt, wo das Schiff mehrere Monate auflag. Im August 1974 begann die Verschrottung der Giulio Cesare. Damit war sie das erste italienische Passagierschiff der Nachkriegszeit, das ausgemustert und verschrottet wurde.

## Ausstattung
Das Schiff bot Platz für 1180 Passagiere, 178 der Ersten Klasse, 288 der Kabinenklasse und 714 der Touristenklasse. Nach dem Umbau 1964 fiel die Kabinenklasse weg, wodurch es nun Platz für 180 Passagiere der Ersten Klasse und 1000 der Touristenklasse gab. Sämtliche Kabinen und Aufenthaltsräume der Giulio Cesare besaßen Klimaanlagen. Die Kabinen der Ersten Klasse bestanden aus zwei bis 4 Zimmern und besaßen jeweils ein eigenes Telefon und ein Badezimmer. Auch die Unterkünfte der Kabinenklasse besaßen ein eigenes Badezimmer.
Die Touristenklasse war nicht besonders luxuriös, jedoch im Vergleich zu anderen Passagierschiffen dieser Zeit dennoch komfortabel ausgestattet. Zur ersten Klasse gehörte unter anderem eine Observationslounge, Ein Lese- und Schreibsaal, eine große Empfangshalle, die Hauptlobby, ein Rauchsalon, mehrere Bars, ein Karten- und Spielzimmer, der Hauptspeisesaal sowie ein separater Speisesaal für Kinder. Die Kabinen- und Touristenklasse besaß jeweils ebenfalls einen Speisesaal, eine Lounge sowie ein Raucherzimmer. Außerdem gab es für jede Klasse einen eigenen Swimmingpool. Die Bordkapelle wurde gemeinsam von allen drei Klassen genutzt.

## Schwesterschiff
Das Schwesterschiff Augustus blieb weitaus länger im Dienst als die Giulio Cesare. Nach seiner Ausmusterung aus der Italian-Line-Flotte 1976 wurde es nach Asien verkauft und diente unter mehreren Besitzern und Namen als Passagier- und Kreuzfahrtschiff. Zuletzt war es als schwimmendes Hotel unter dem Namen Philippines in Manila eingesetzt. 2012 wurde die ehemalige Augustus im indischen Alang als letztes existierendes Schiff der Italian Line verschrottet.